# Carrarese Calcio 1908 2012-2013
Questa pagina raccoglie le informazioni riguardanti la Carrarese Calcio 1908 nelle competizioni ufficiali della stagione 2012-2013.

## Stagione
Nella stagione 2012-2013 la Carrarese disputa il girone B del campionato di Prima Divisione, con 21 punti si piazza in sedicesima ed ultima posizione, retrocedendo su campo con Fidelis Andria e Sorrento che hanno perso nei Play-out. Salvo poi essere ripescata in Prima Divisione in estate, per la stagione 2013-2014, grazie ai conti societari in regola e per aver presentato la richiesta di riammissione. Una stagione iniziata male con sei sconfitte di fila e con tre tecnici che si sono alternati sulla panca gialloazzurra, senza riuscire a mantenere la categoria, chiudendo il torneo ultima, ma a soli 2 punti dagli spareggi salvezza. La Carrarese ha raccolto 10 punti nel girone di andata e 11 nel girone di ritorno. La squadra toscana partecipa anche alla Coppa Italia Tim Cup dove supera il primo turno eliminando il Catanzaro (5-4), con la rete decisiva segnata da Dario Venitucci nel recupero. Poi nel secondo turno è stata eliminata con il (2-0) subito a Cittadella. Nella Coppa Italia di Lega Pro i toscani vengono eliminati fin dal primo turno, perdendo (2-4) con la Reggiana.

## Rosa
| N. |                   | Ruolo | Calciatore         |
| -- | ----------------- | ----- | ------------------ |
|    | Italia (bandiera) | D     | Raffaele Alcibiade |
|    | Italia (bandiera) | D     | Fabrizio Anzalone  |
|    | Italia (bandiera) | D     | Andrea Bagnai      |
|    | Italia (bandiera) | D     | Matteo Battistini  |
|    | Italia (bandiera) | D     | Luca Belcastro     |
|    | Italia (bandiera) | D     | Maikol Benassi     |
|    | Italia (bandiera) | D     | Simone Bregliano   |
|    | Italia (bandiera) | P     | Cristian Cicioni   |
|    | Italia (bandiera) | C     | Amato Ciciretti    |
|    | Italia (bandiera) | C     | Nicola Corrent     |
|    | Italia (bandiera) | C     | Niccolò Corticchia |
|    | Italia (bandiera) | D     | Andrea De Paola    |
|    | Spagna (bandiera) | D     | Juan Cruz          |
|    | Italia (bandiera) | D     | Matteo Lanzoni     |

| N. |                    | Ruolo | Calciatore          |
| -- | ------------------ | ----- | ------------------- |
|    | Nigeria (bandiera) | A     | Stephen Makinwa     |
|    | Italia (bandiera)  | A     | Leonardo Mancuso    |
|    | Italia (bandiera)  | A     | Simone Malatesta    |
|    | Italia (bandiera)  | A     | Francesco Margiotta |
|    | Italia (bandiera)  | D     | Massimo Melucci     |
|    | Italia (bandiera)  | A     | Matteo Merini       |
|    | Italia (bandiera)  | C     | Emanuele Orlandi    |
|    | Italia (bandiera)  | C     | Anthony Partipilo   |
|    | Italia (bandiera)  | C     | Daniele Pedrelli    |
|    | Italia (bandiera)  | C     | Manolo Pestrin      |
|    | Italia (bandiera)  | P     | Riccardo Piscitelli |
|    | Italia (bandiera)  | C     | Marco Tognoni       |
|    | Italia (bandiera)  | D     | Diego Vannucci      |
|    | Italia (bandiera)  | C     | Dario Venitucci     |

## Risultati

### Prima Divisione - girone B

#### Girone di andata
| Arbitro: | Ros (Pordenone) |

|             |           |  |
| Ganci 90+4’ | Marcatori |  |

| Arbitro: | Belotti (Verona) |

|  |           |                       |
|  | Marcatori | 76’ (rig.) Biancolino |

| Arbitro: | Lanza (Torino) |

|                          |           |  |
| Zanetti 75’ Corsetti 83’ | Marcatori |  |

| Arbitro: | Aversano (Treviso) |

|                   |           |                                          |
| Merini 80’ (rig.) | Marcatori | 7’ Gerevini 90+2’ Calamai 90+5’ Magnaghi |

| Arbitro: | Aureliano (Bologna) |

|  |           |                               |
|  | Marcatori | 19’ Mancosu 26’, 49’ Altinier |

| Arbitro: | Maresca (Napoli) |

|                            |           |             |
| Perez 9’ G. Tulli 57’, 71’ | Marcatori | 53’ Mancuso |

| Arbitro: | Ghersini (Genova) |

|               |           |  |
| Venitucci 58’ | Marcatori |  |

| Arbitro: | Abisso (Palermo) |

|                                        |           |  |
| Rantier 8’ D. Ciofani 39’ Politano 57’ | Marcatori |  |

| Arbitro: | Piccinini (Forlì) |

|                                  |           |  |
| M. Benassi 3’ (aut.) Girardi 46’ | Marcatori |  |

| Arbitro: | Martinelli (Roma) |

|                           |           |                    |
| Belcastro 55’ Makinwa 66’ | Marcatori | 27’, 51’ Galabinov |

| Arbitro: | Albertini (Ascoli Piceno) |

|                         |           |                           |
| Arini 50’ Innocenti 78’ | Marcatori | 19’ Mancuso 47’ Belcastro |

| Arbitro: | Morreale (Roma) |

|                         |           |                           |
| Makinwa 50’ Mancuso 87’ | Marcatori | 13’ Fioretti 71’ Russotto |

| Arbitro: | Maresca (Napoli) |

|                           |           |                                |
| Molina 11’ Burzigotti 33’ | Marcatori | 40’ (rig.) Makinwa 88’ Mancuso |

| Arbitro: | Merlino (Udine) |

|                    |           |            |
| Mancuso 43’, 90+3’ | Marcatori | 77’ Evacuo |

| Arbitro: | Pelagatti (Arezzo) |

|              |           |  |
| Agodirin 15’ | Marcatori |  |

#### Girone di ritorno
| Arbitro: | Adducci (Paola) |

|  |           |               |
|  | Marcatori | 23’ Santoruvo |

| Arbitro: | D'Angelo (Ascoli Piceno) |

|                            |           |             |
| D'Angelo 4’ De Angelis 15’ | Marcatori | 10’ Mancuso |

| Arbitro: | Paolini (Ascoli Piceno) |

|                                         |           |  |
| Makinwa 6’, 85’ Belcastro 31’, 47’, 52’ | Marcatori |  |

| Arbitro: | Tardino (Milano) |

|                                        |           |                           |
| Martella 39’ Sandrini 51’ Magnaghi 60’ | Marcatori | 24’ Corrent 90’ Belcastro |

| Arbitro: | Mainardi (Bergamo) |

|                    |           |  |
| Mancosu 31’ (rig.) | Marcatori |  |

| Arbitro: | Abisso (Palermo) |

|                            |           |                                                    |
| Belcastro 40’ Anzalone 67’ | Marcatori | 6’ A. Benedetti 84’ L. Gatto 90+3’ (rig.) Scappini |

| Arbitro: | Morreale (Roma) |

|                           |           |             |
| Silva Reis 12’ Napoli 71’ | Marcatori | 69’ Mancuso |

| Arbitro: | Greco (Lecce) |

|  |           |             |
|  | Marcatori | 87’ Moscati |

| Arbitro: | Ghersini (Genova) |

|             |           |                         |
| Makinwa 75’ | Marcatori | 17’ Ciarcià 48’ Girardi |

| Arbitro: | Brasi (Seregno) |

|  |           |             |
|  | Marcatori | 10’ Orlandi |

| Carrara 7 aprile 2013 26ª giornata | Carrarese                 | 0 – 0 | Fidelis Andria | Stadio dei Marmi\| Arbitro: \| Albertini (Ascoli Piceno) \| |
| Arbitro:                           | Albertini (Ascoli Piceno) |       |                |                                                             |

| Arbitro: | Rapuano (Rimini) |

|        |           |                                |
| Masini | Marcatori | 17’ Bregliano 25’, 86’ Orlandi |

| Arbitro: | Dei Giudici (Latina) |

|              |           |                          |
| Anzalone 37’ | Marcatori | 58’ Cicerelli 75’ Molina |

| Arbitro: | Benassi (Bologna) |

|                                      |           |  |
| Andelkovic 19’ Mazzeo 76’ Evacuo 90’ | Marcatori |  |

| Arbitro: | Saia (Palermo) |

|                    |           |                  |
| Corrent 33’ (rig.) | Marcatori | 72’ Danilevicius |

### Coppa Italia
| Arbitro: | Renzi (Pistoia) |

|                                                                   |           |                                                          |
| Belcastro 25’ Giovinco 37’ Merini 84’ Corrent 88’ Venitucci 90+1’ | Marcatori | 15’ Sirignano 48’ Bugatti 50’ (rig.) Quadri 69’ Fioretti |

| Arbitro: | Ostinelli (Como) |

|                               |           |  |
| Di Carmine 54’ Di Roberto 85’ | Marcatori |  |

### Coppa Italia di Lega Pro
| Arbitro: | Baroni (Firenze) |

|                               |           |                                               |
| Mancuso 35’ Merini 70’ (rig.) | Marcatori | 14’ V. Ferrara 51’ P. Rossi 59’, 67’ Sprocati |